# Teréza Nováková

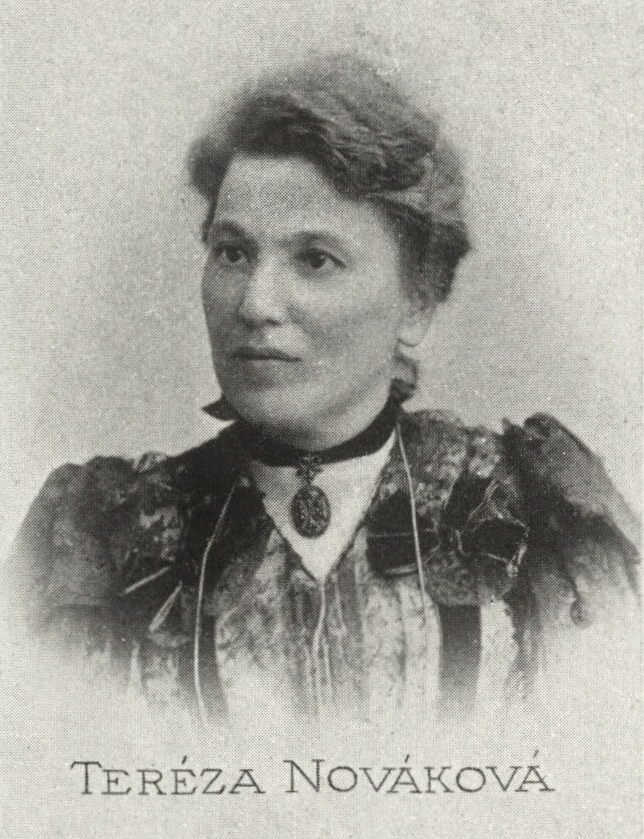
Teréza Nováková (1899)

Teréza Nováková, geborene Lanhaus, (* 31. Juli 1853 in Prag; † 13. November 1912 ebenda) war eine tschechische Schriftstellerin. Die Vertreterin des Realismus gehörte zu den aktiven Mitgliedern der Frauenemanzipation in Böhmen.

## Leben
Tereza, geborene Lanhaus, wuchs in einer tschechisch- und deutschsprachigen Familie auf. Der Vater Franz Novák, Beamter der Böhmischen Sparkasse in Prag, stammte aus Königgrätz, die Mutter Ernestine Deutsch aus Iglau. In privaten Mädchenschulen ausgebildet, wurde sie durch ihren Vater mit dem tschechisch-nationalen Kulturkreis vertraut.
Nach ihrer Vermählung 1876 mit dem Gymnasialprofessor und Literarhistoriker Josef Novák (* 3. März 1847 in Prag) zog sie nach Leitomischl, wo 1880 ihr Sohn Arne Novák geboren wurde. Während ihres Aufenthalts beobachtete sie die dortigen Volksbräuche und kämpfte in Frauenzirkeln für die Gleichberechtigung der Frau. Nach dem Tod ihres Mannes kehrte sie 1895 nach Prag zurück und war von 1897 bis 1908 Redakteurin der feministischen Zeitschrift Frauenwelt (Ženský svět) und lebte nach 1908 in der ostböhmischen Stadt Proseč.
Nováková ist die Verfasserin eines literarischen Werkes, das bis heute zu den klassischen in der tschechischen Romanliteratur zählt. Ihre anfänglich romantische, von städtischem Milieu geprägte Sicht, entwickelte sich zu großen Werken der realistischen Erzählkunst mit vielseitiger Thematik aus dem ostböhmischen Landleben, eingefügt auch in Reisebeschreibungen.  Einige ihrer bekanntesten Bücher greifen historischen Themen aus der Zeit der Gegenreformation in Böhmen auf. Ihre sozialkritischen Romane zeigen ihren besonders ausgeprägten Sinn für individuelle Charakterdarstellung.
In diesen Romanen beschäftigte sie sich mit der Einstellung der Bewohner in ostböhmischen Dörfern zu deren Obrigkeit. Ihre Helden sind Gerechtigkeit suchend, sie kämpfen für einen gemeinsamen sozialen Fortschritt, der sich der Lebensweise im Sozialismus nähert. Daher schrieb sie auch Erzählungen aus dem Milieu der Armen und der Arbeiter.

## Publikationen (Auswahl)

### Erzählungen
- Kunststeinbrüche (Úlomky žuly), 1902
- Großreinemachen in Librov (Na Librově gruntě), 1907 – das Jahr 1848 auf dem Dorf, beschreibt die Situation nach der Aufhebung der Erbuntertänigkeit

### Biographien, Bücher über Persönlichkeiten
- Jiří Šmatlán, 1906 – Biographie eines Menschen, der vom Glauben zum Sozialismus findet, 1906
- Karolína Světlá, její život její a spisy (K.S., ihr Leben, ihre Schriften), 1890

### Romane
- Maloměstský román (Kleinstadtroman), 1890 – beschreibt das Schicksal der Tochter des Karel Havlíček Borovský, den sie Karolína Světlá gewidmet hat.
- Jan Jílek, 1904 – Roman über einen gläubigen Menschen, den protestantischen Emigranten Jan Jílek, 1904
- Děti čistého živého (Kinder des sauberen Lebens), 1909 – Fragen von Glaubensgruppen, die sich dem Mystizismus zuwenden
- Drašar, 1914 – behandelt die psychisch-menschlichen und religiös-ethnischen Probleme des Priesters, Schriftstellers und Hauptschullehrers Josef Václav Justin Michl (1810–1862), der nach Anerkennung seiner Lebenssicht suchte und sich in das Dorf Březiny zurückzog.
- Z měst i ze samot, 1890 (Aus den Städten Einöden)

### Sonstige Darstellungen
- Z naší národní literatury (Aus unserer Nationalliteratur)
- Z nejvýchodnějších Čech (Aus den östlichsten Teilen Böhmens) – Reisebeschreibungen aus dem mährisch-böhmischen Grenzgebiet
- Východočeské lomenice (Ostböhmische Giebel) – völkerkundliche Studie
- O českém kroji (Über böhmische Trachten)
- Slavín žen českých (Pantheon böhmischer Frauen)